# Хутарев, Диомид Митрофанович

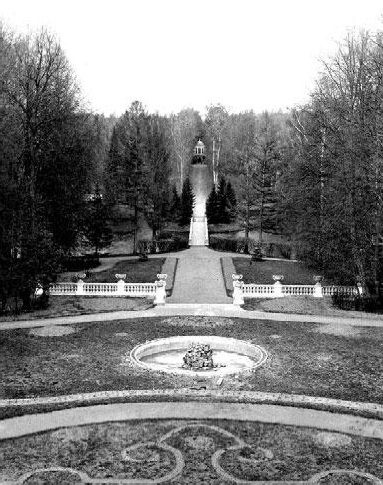
Вид на пейзажный парк с балкона дома в усадьбе Рай-Семеновское

Ди́омид Ми́трофанович Ху́тарев (5.2.1816 (17.2.1816), Верхние Велеми, Васильевская волость, Серпуховской уезд — 4 сентября 1897, д. Райсемёновское, Серпуховского уезда, Московской губернии) — российский предприниматель и фабрикант, купец 1-й гильдии, основатель Городенковской суконной фабрики (с 1922 года — фабрика «Пролетарий»), Товарищества «Демид Хутарев с Сыновьями».

## Происхождение
Диомид Хутарев родился в 1816 году в деревне Верхние Велеми, Васильевской волости, Серпуховского уезда, в семье коренных жителей крестьян-горшечников Митрофана Дмитриевича и Федосьи Савастьяновны Хутаревых. Семья известна с конца XVI века и вплоть до начала XVIII века носила фамилию Кукуметовы, в честь ее родоначальника основателя деревень Верхние и Нижние Велеми Хукумета. Они были монастырскими крестьянами Серпуховского Высоцкого монастыря, а с 1764 году после проведенной секуляризации церковных земель были подчинены Коллегии экономии и стали называться экономическими. Диомид Митрофанович закончил Церковно-приходскую школу.

## Предпринимательская деятельность
Митрофан Дмитриевич с сыном занимались изготовлением глиняной посуды, в том числе горшков, которые ежегодно возили на продажу в Харьковскую губернию. Диомид выкупился на волю и занялся торговлей шерстью, позднее построил первую собственную шерстомойку. В у в Городенках Хутарев построил суконную фабрику, оснастив помещение самым передовым оборудованием. В начале а на фабрике произошла первая рабочая забастовка. В у число рабочих на фабрике превысило до восемьсот человек, однако на работу брали не всех, фабрикант нанимал рабочих которых он мог поставить в зависимость от себя. Во время Русско-японской войны Хутарев получил заказ на пошив обмундирования для армии. Диомид Хутарев и его потомки были произведены в сословие потомственных почётных граждан.
Торговый дом «Демид Хутарев с С-ми» участвовал в многочисленных выставках. Так в 1882 году на XV Всероссийской художественно-промышленной выставке в Москве сукна производства Городенковской фабрики получили бронзовую медаль, а в 1896 году на знаменитой XVI Всероссийской художественной и промышленной выставке в Нижнем Новгороде — золотую медаль.

## Социальные гарантии

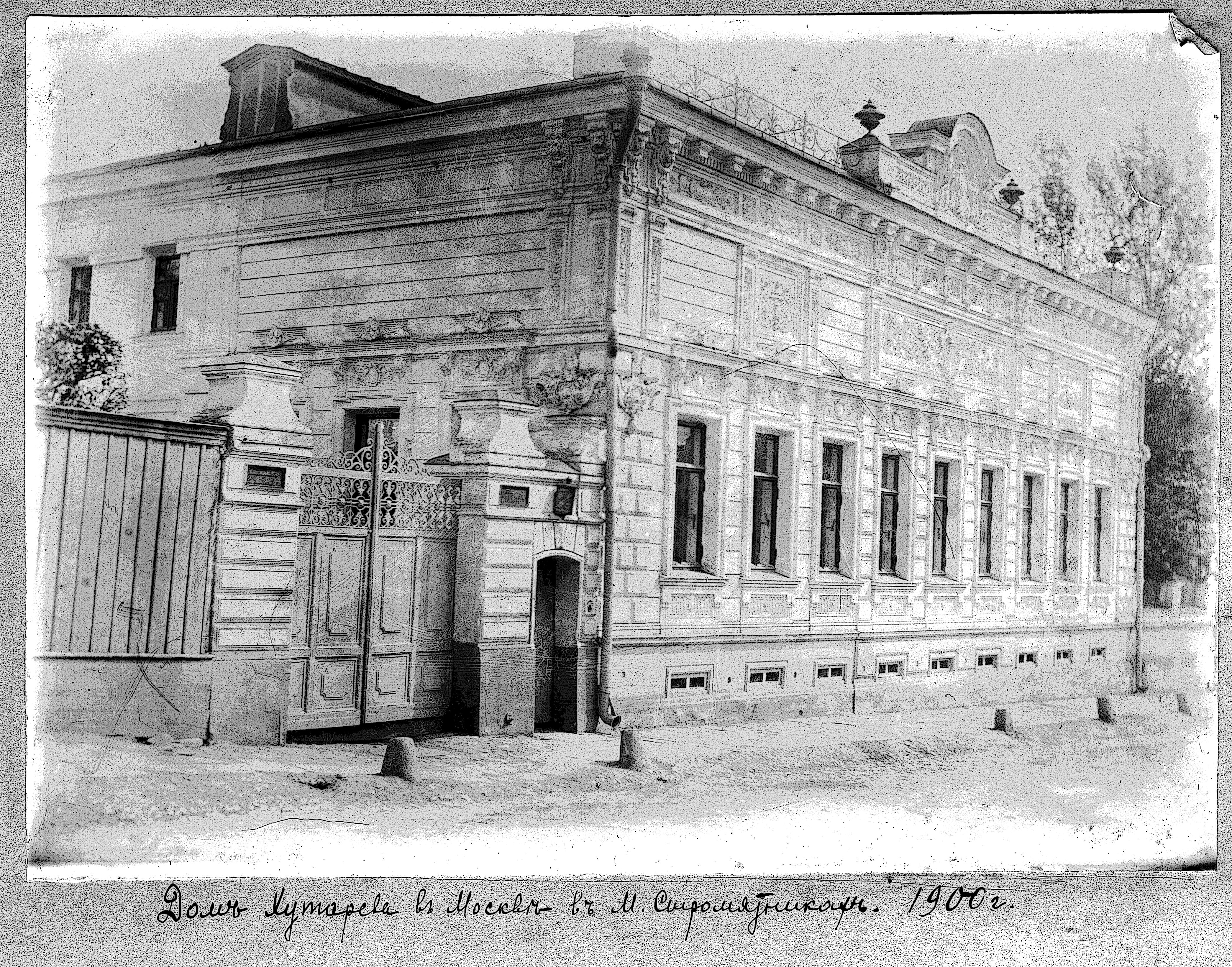
Дом Хутарева в Сыромятническом переулке, фото 1900 года

При фабрике была открыта больница, а вскоре серпуховским земством был организован «Хутаревский» врачебный участок. В 1893 году был увеличен медицинский персонал и Городенковская больница обслуживала не только фабричных рабочих и членов их семей, но и 23 ближайших населенных пункта Алексеевской, Васильевской и Пущинской волостей. При больнице имелось инфекционное отделение на 20 коек в отдельном здании и отдельный родильный покой. Пищу больным готовили личные повара Хутарева и доставляли из его дома.
В 1870-е годы при Городенковской фабрике Диомидом Хутаревым совместно со священником Василием Пятикрестовским были открыты воскресные духовно-нравственные чтения, собиравшие до 700-800 человек рабочих и крестьян из соседних деревень, после чего, по информации газеты «Церковный вестник», местные трактиры и питейный дом значительно опустели.

## Дом и усадьба
Родовым гнездом Хутаревых в Москве стал дом № 3 в Малом Сыромятническом переулке во втором участке Басманной части. 11 марта 1886 года Диомид Митрофанович приобрел его у потомственной почётной гражданки Ольги Алексеевны Овсянниковой домовладение за 40.000 рублей серебром. До этого у Хутаревых не было в Москве собственного дома. Летом 1891 года Хутарев переделывает главный фасад дома в стиле романтической эклектики, украшая его многочисленными декоративными элементами. Автором проекта был архитектор неоренессанса Павел-Сигизмунд-Александр Иванович Гаудринг, занимавший пост архитектора Московского университета.
В январе 1891 года Диомид Хутарев на торгах приобрел по векселю на 81.000 рублей знаменитую нащокинскую усадьбу Рай-Семеновское, где его дети и внуки проживали вплоть до национализации имения в 1918 году. За эти годы его сыном Дмитрием Диомидовичем Хутаревым была проведена полная реставрация здания Храма Спаса Нерукотворного образа, в частности приведены в порядок несущие конструкции, починена протекавшая крыша, произведена полная фотофиксация интерьеров, началась реставрация живописи, для которой был приглашен известный художник Алексей Михайлович Корин.

## Благотворительность
3 февраля 1890 года за свою благотворительную деятельность Диомид Хутарев был награжден орденом Святой Анны 3 степени, а 11 октября того же года вместе со всем своим потомством был произведен в сословие потомственных почетных граждан. В 1891 году им была построена и открыта Городенковская сельская церковно-приходская школа, в которой обучалось более 150 детей. Ее открытие было приурочено к спасению наследника престола великого князя Николая Александровича во время покушения на него в Японии.
Наибольшую известность Диомид получил на ниве религиозной благотворительности. В 1884 году он финансировал перестройку и роспись храма Михаила Архангела в селе Нехорошево, а также строительство при нем здания второклассной школы. В 1880-1889 годах в деревне Капустино на деньги Диомида Хутарева и по проекту архитектора Николая Павловича Милюкова был построен одноглавый кирпичный храм во имя Св. Георгия Победоносца с трапезной, шатровой колокольней, Ильинским и Владимирским приделами к нему.

## Строительство на Ивановой горе

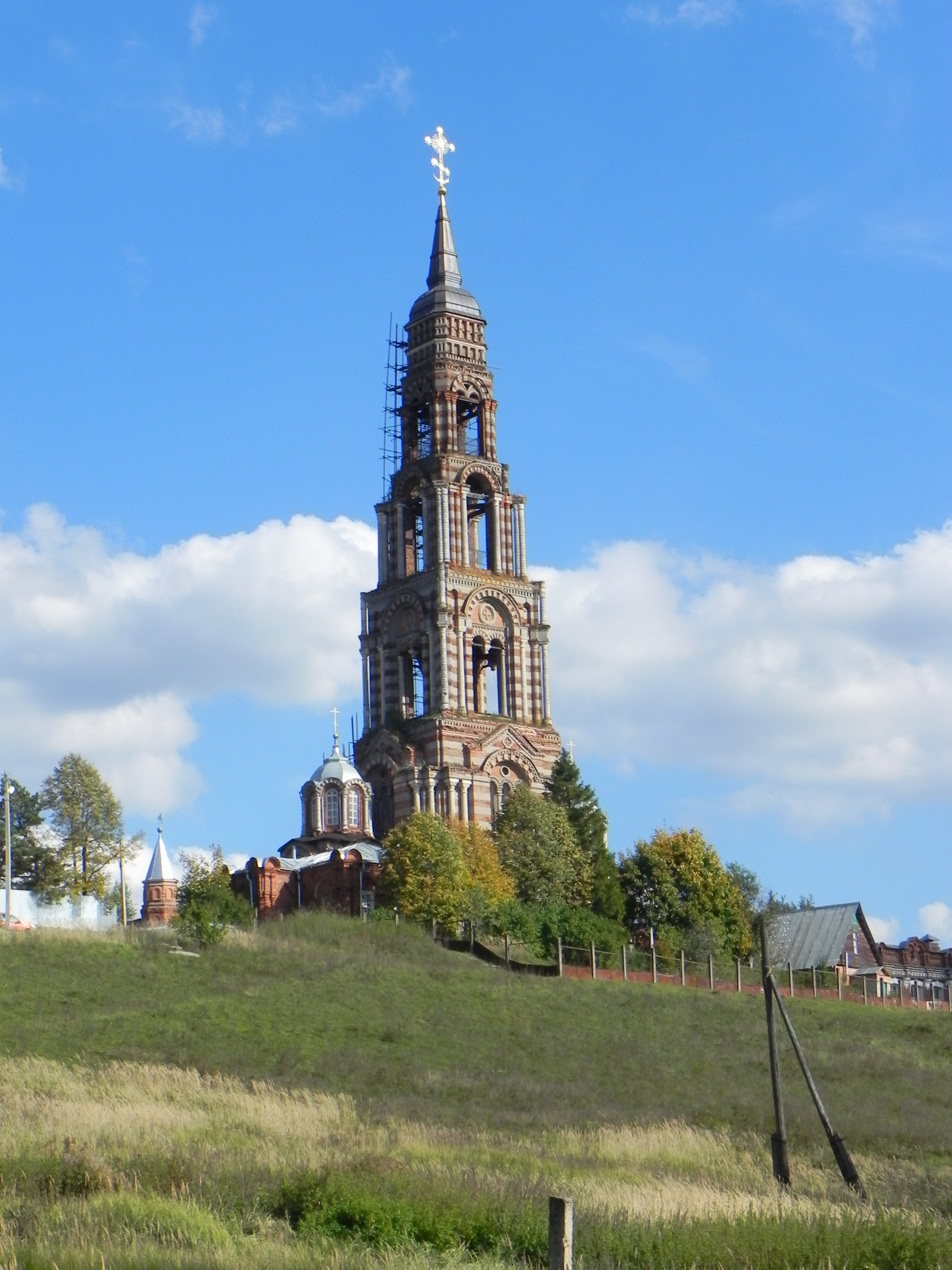
Сохранившаяся колокольня церкви Иоанна Предтечи

Начиная с 1842 года Диомид Хутарев был ктитором церкви Рождества Иоанна Предтечи на Ивановой горе, к приходу которой относились деревни Глубоково, Городенки, Верхние и Нижние Велеми. В 1852—1854 годах Хутарев пристраивает к старой церкви трапезный объём и два придела во имя Успения Божией Матери (правый) и во имя святого Николая Чудотворца (левый). В у на его деньги строится кирпичная храмовая колокольня, накрытая восьмигранным шатром, под которым разместилось 6 новых колоколов. В 1867 году были устроены новые резные царские врата. В 1882 году пол в храме был заменен на мраморный, в 1885 железная кровля была окрашена медянкой, в 1886 году был произведен капитальный ремонт храма — произведено повторное заштукатуривание фасада, над окнами сооружены алебастровые наличники. Внутреннее пространство было расписано, стены оформлены «под мрамор». Солею от церкви отделила ажурная медная решетка. В 1891 году вокруг храма Иоанна Предтечи была сооружена каменная ограда в неовизантийском стиле. Автором всех перестроек был архитектор Владислав-Адам Осипович Грудзин, построивший для Хутарева в 1874 — 1889 годах комплекс Городенковской суконной фабрики.
Рядом с храмом Иоанна Предтечи на высоком берегу реки Нары находился пень от посаженного самим преподобным Сергием Радонежским дуба. Именно по его завещанию на Ивановской горе был устроен погост, на котором упокоились многие серпуховские священнослужители и монахи. В 1892 году Россия отмечала 500-летие святого, а на следующий 1893 год Диомид Хутарев был в 17-й раз избран ктитором Предтеченского храма. Он заказал колокол весом в 550 пудом 16 фунтов (более 9 тонн), который планировали установить  а на специальной деревянной звоннице корпусе колокольни. Однако колокол оказался настолько тяжёлым, что не представлялось возможным водрузить ни на небольшую церковную каменную колокольню, ни на деревянную звонницу.
Диомид Хутарев принял решение построить новую высокую колокольню с двумя усыпальницами для своего рода. Он наблюдал за строительством Благовещенского кафедрального собора в городе Харькове. За основу был принято архитектурное решение харьковского храма в неовизантийском стиле из красного кирпича с белыми элементами. Авторами проекта колокольни на Ивановской горе стали архитектора Михаил Яковлевич Кульчицкий и Адольф Адольфович Нетыкса. Колокольня должна была быть высотой 79 метров, став третьей по высоте в Московской губернии после колокольни Троице-Сергиевой Лавры и Колокольни Ивана Великого в Московском Кремле.  а произошла закладка храма-колокольни в Серпуховском уезде. По ходу строительства были решены многие сложные инженерные проблемы. В 1899 году постройка колокольни и двух усыпальниц была окончена. На деньги предпринимателя была построена Церковно-приходская школа, находящаяся на Ивановой горе неподалеку от фабрики. Освящению храма помешала начавшаяся Первая мировая война. Корпус богадельни после строительства сразу был оборудован под военный госпиталь. Его сын Дмитрий Диомидович Хутарев продолжил дело отца, умер в у.
Диомид Хутарев умер 4 сентября 1897 года, не дожив до окончания строительства колокольни. А в 1900 году скончался его старший сын Андрей Диомидович. Отпевать Андрея Хутарева был приглашен член Святейшего Синода, выдающийся русский религиозный писатель и православный богослов отец Иоанн Кронштадтский, который и совершил таинство. Отец и сын погребены в северной часовне, ставшей семейной усыпальницей семьи Хутаревых. В 1916 году в южной часовне-усыпальнице был похоронен Дмитрий Диомидович Хутарев.

## Память
В 1999 году в рамках празднования 150-летия фабрики «Пролетарий» на проходной была установлена памятная табличка в честь Д. М. Хутарева.
В 2016 году на площади в посёлке Пролетарский Диомиду Хутареву был возведен монумент в виде поясного бюста.